# 小林基己
小林 基己（こばやし もとき、1967年8月16日 - ）は、CM・ミュージックビデオ・映画などの撮影監督。

## 略歴
1967年、千葉県野田市に生まれる。和光大学人文学部芸術学科卒。大学在学中に竹内鉄郎と出会い、竹内芸能企画に参画する。
学生時代からウルフルズ、スピッツなどのミュージックビデオに撮影監督として参加。その後、CMを中心にミュージックビデオ・映画などの撮影監督として活動。

## 主な作品

### CM
- SONY「デジタル一眼レフα」（岡田准一）
- 日本経済新聞「経済の風篇」「秋キャンペーン篇」
- jomoジャパンエナジー・ブランドCM「雨宿り篇」「待ち合わせ篇」「駄菓子屋篇」（竹内結子）
- 明治製菓「はんぶんこ篇」
- ハーゲンダッツ「Crispy Sandwich caramel」
- 三井住友銀行「三大疾病保障つき住宅ローン篇」「 きっかけは娘」
- kanebo「KATE」（中島美嘉）
- 「REVUE」（加藤あい）
- 「ALLIE 最先端で焼かない篇」（山田優）
- UHA味覚糖「e-maのど飴」（Gackt）
- ドクターデビアス「プラチナローションAHA18」（松田聖子）
- クレバリーホーム「JIYU-DA篇」「タフ&カッコイイ篇」（加藤浩次）
- 花王「ビオレ毛穴すっきりパック」（中山エミリ）
- NHK「FIFAワールドカップオープニングタイトル」
- メルセデスベンツ「NewC-クラス」
- Panasonic「VIERA」「小さな奇跡篇」「動きと色彩篇」
- CASIO「W61CA」
- コカ・コーラ「No Reasonキャンペーンオープニング」
- 「ジョージア・カフェエスプレッソ ゴルフ練習場篇」
- 「GABA ザ・ストレス2006」
- LOTTE「プラスX」
- 第一製薬「カロヤンガッシュ」
- MTV「IMAGE CAMPAIGN」
- ピーチ・ジョン「ザ・カタログ2007秋/2008春夏/秋/2009春夏」
- ピザーラ「とろ〜りチーズシリーズ」「あつあつグラタンピザ」
- ABC-MART「 ホーキンススポーツ・ドレッシングルーム編」

### MV
- 絢香「The beginning」
- 嵐「HERO」「瞳の中のGalaxy」
- 関ジャニ∞「イッツマイソウル」
- くるりとリップスライム「 juice」
- クレイジーケンバンド「湾岸線」
- 欅坂46「サイレントマジョリティー」
- ゴスペラーズ「ミモザ」
- 清水翔太「アイシテル」
- 少女時代「Time Machine」
- 世界の終わり（SEKAI NO OWARI）「幻の命」「虹色の戦争」「スターライトパレード」（共同）
- 相対性理論「地獄先生」
- 東京事変「群青日和」「遭難」
- 東京スカパラダイスオーケストラ「STOROKE OF FATE」
- 中島美嘉「永遠の詩」
- ビアンコネロ「小吉」（Dir）「Gにも至らず」（Dir）
- 平井大「For The Future」「ALOHA」「Island Girl」
- Perfume 「Cling Cling」
- B’z「Q&A」「MY LONELY TOWN」
- 松田聖子「逢いたい」「Smile on me」
- MIYAVI「SECRET」
- モーモールルギャバン「Good Bye Thank You」
- 吉井和哉「BELIEVE」
- より子「忘れられた桜の木」（Dir）
- RIP SLYME「太陽とビキニ」「SPEED KING」

### 映画
- 『夜のピクニック』（監督：長澤雅彦）
- 『35度の彼女』（監督：筧昌也）
- 『天国はまだ遠く』（監督：長澤雅彦）
- 『パンドラの匣』（監督：冨永昌敬）
- 『Jam Films 2 机上の空論』（監督：小島淳二）

### TV
- 「金曜日のスマたちへ」オープニング TBS 2007年 - 2008年
- 「TBSスポット」TBS 2008
- 「ユキポンのお仕事」2007年4月 - 7月 テレビ東京 / 2007年夏DVD発売（監督：筧昌也）
- 「世にも奇妙な物語05春の特別編『美女缶』」2005年フジテレビ（監督：筧昌也）
- 「ミッドナイト☆ドラマ 藤子・F・不二雄のパラレル・スペース」2008年 WOWOW（監督：筧昌也・三木孝浩・小泉徳宏・青池良輔
- 「フジテレビ 『HAVE YOUR MEASURE』きっかけはフジテレビ」（監督：長澤雅彦）

### WEB MOVIE
- 「shortcakes」（監督：長澤雅彦）
- 「私が死んでも世界は動く」（監督：長澤雅彦）